# Saint James (Barbade)
Pour les articles homonymes, voir Saint James.
Saint-James est l'une des onze paroisses de la Barbade.

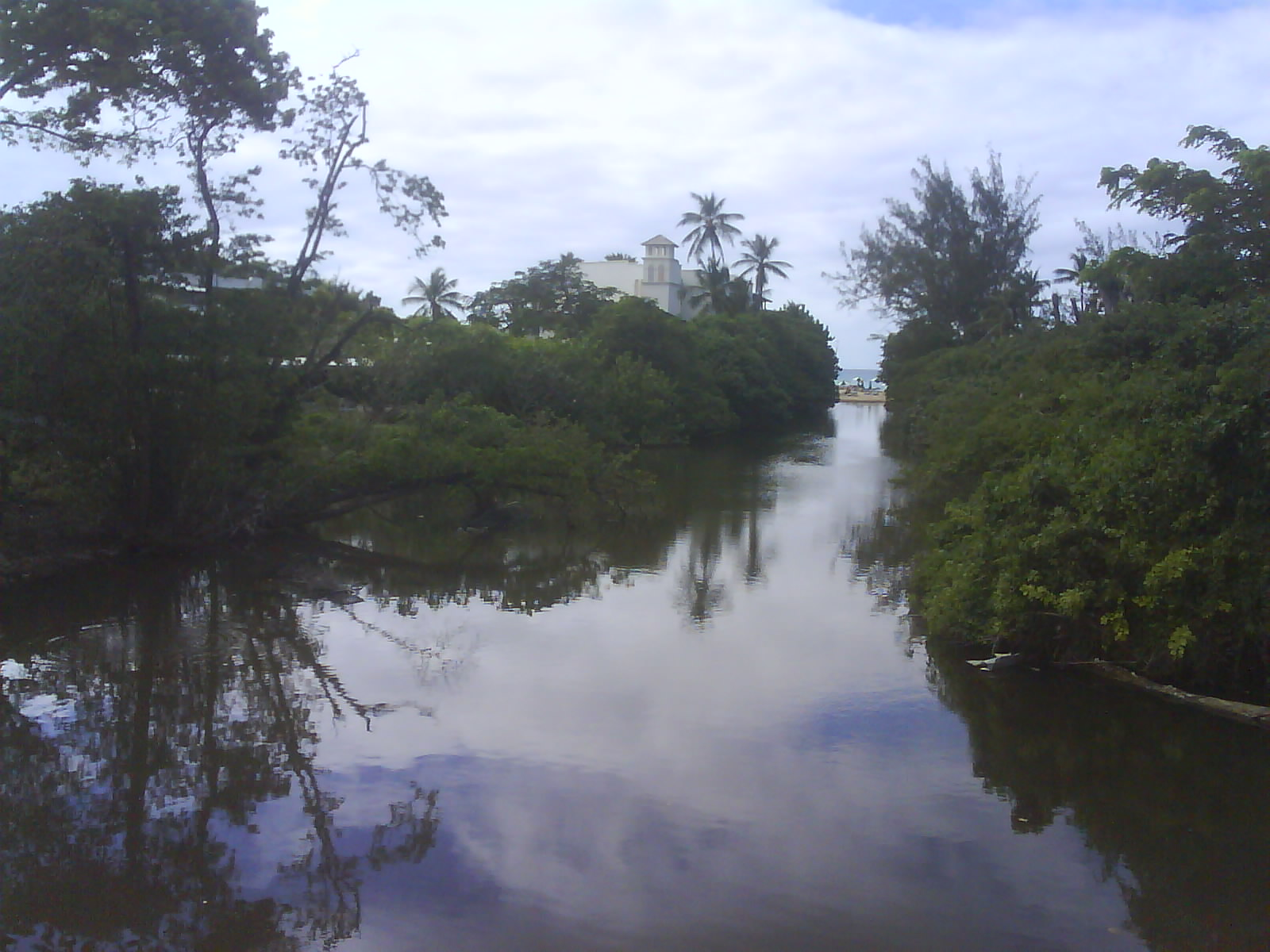